# 李营站

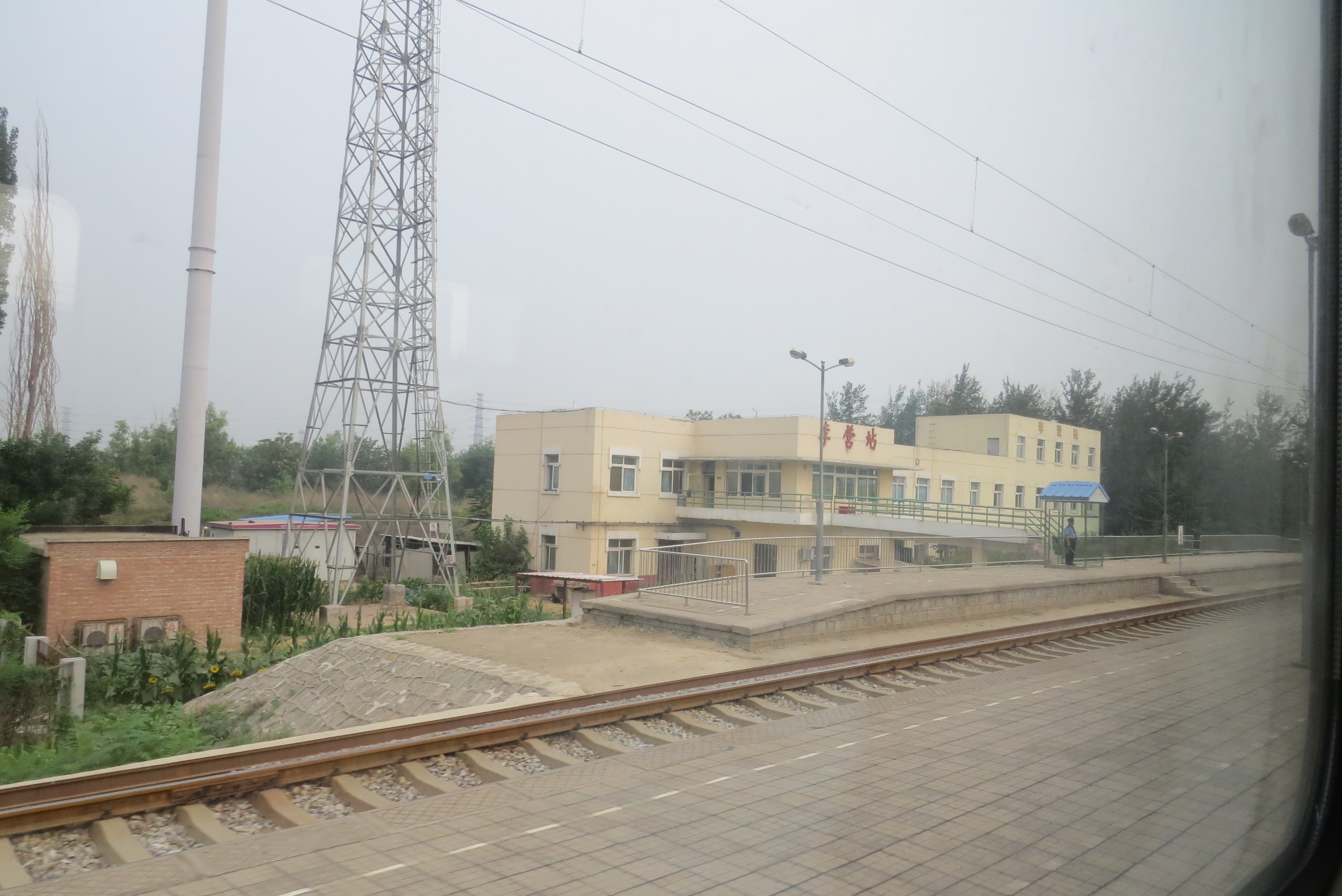
李营站的站房和两个站台，站台有人值守

李营站是京九线上的一座铁路车站，位于中国北京市大兴区黄村镇李营村，1999年6月建成:173，7月15日开始运营:10，目前为五等站，未来将改建为李营线路所，邮政编码为102627。车站不办理旅客乘降。京沪高速铁路在该站一带与京九线几乎平行，但并不在李营设站。
车站在开站初期设有西黄正线（现划入京九正线）1条、大李正线1条，上下行到发线各1条:10。京九线在该站以北曾为单线铁路，直至2007年1月14日西黄复线铺通。该站北侧亦有通往丰双铁路大红门货运站的联络线（称“大李联络线”）。
2016年开工的京雄城际铁路从李营站出岔，实际上京雄城际铁路不在李营站停车。2019年8月9日，京雄城际铁路在经过道岔拨线施工后接入本站并于9月26日投入运营，线路本站至北京大兴站区间在运营初期暂时为单线运行。2021年6月开始复线改造，改造后京雄城际铁路李营至北京大兴站区间将实现复线运行，李营站将降为线路所。